# Skrabské
Skrabské – wieś (obec) na Słowacji położona w kraju preszowskim, w powiecie Vranov nad Topľou. Pierwsze wzmianki o miejscowości pochodzą z 1321 roku.
Według danych z dnia 31 grudnia 2012 roku, wieś zamieszkiwało 788 osób, w tym 402 kobiety i 386 mężczyzn.
W 2001 roku pod względem narodowości i przynależności etnicznej 99,85% mieszkańców stanowili Słowacy, a  0,15% Romowie.
Ze względu na wyznawaną religię struktura mieszkańców kształtowała się w 2001 roku następująco:
- Katolicy rzymscy – 86,26%
- Grekokatolicy – 7,89%
- Ewangelicy – 4,82%
- Ateiści – 0,73%
- Nie podano – 0,29%